# Селективное лазерное спекание
Селективное лазерное спекание — это метод аддитивного производства, который заключается в спекании мелкодисперсного порошкового (обычно, полимерного) материала с помощью лазера. Процесс фокусирования лазерного излучения с помощью системы зеркал осуществляется автоматически по заранее созданной 3D-модели, которая может быть создана в графическом 3D редакторе.

## История
Метод селективного лазерного спекания был разработан и запатентован в результате совместной работы доктора Карла Декарда и научного руководителя, доктора Джо Бимана в Техасском университете в Остине в середине 1980-х годов при поддержке Агентства по перспективным оборонным научно-исследовательским разработкам США. К. Декард, Д. Боурелл и Д. Биман участвовали в создании компании DTM Corp. для продвижения технологии селективного лазерного спекания на рынок, однако фирма была выкуплена в 2001 году конкурентами — компанией 3D Systems. С 2014 года технология является общедоступной, в связи с истекшим сроком последнего заявленного патента.

## Технология
Для создания изделия путем селективного лазерного спекания (СЛС) на поверхность подложки наносится слой порошка, поступающий из емкости подачи, и равномерно распределяется с помощью устройства выравнивания. В камере синтеза температура поднимается близко к температуре стеклования полимера. Это необходимо, чтобы минимизировать расслоение изделия в процессе остывания или после печати. Включается лазер, задача которого селективно (т.е. в заданной точке) довести поверхность полимера до температуры плавления. Луч, направляемый подвижными зеркалами и фокусирующей линзой, по сгенерированным 3D-моделям сканирует поверхность нанесенного и подогретого слоя порошка и формирует первичный слой изготавливаемого объекта методом спекания. Таким образом оказываются спеченными те области, которые соответствуют текущему сечению изделия. После завершения сканирования подвижное дно рабочей камеры опускается на толщину наносимого слоя порошка, тем самым переходя к следующему срезу изделия. При необходимости, на поверхность сканирования добавляется порошок, так как в процессе работы он расходуется. Дойдя до верхней точки модели, процесс останавливается, платформа с готовым изделием поднимается для очистки от неиспользованного порошка. В РФ процесс СЛС был впервые осуществлен проф. Шишковским И.В. на созданной под его руководством в 1998 году в ФИАНе экспериментально-технологической установке. Процесс селективного лазерного спекания, в котором используется СО2 лазер /длина волны 10,6 мкм/, следует отличать от более продвинутого процесса селективного лазерного плавления, появившегося в конце 90х годов и использующего более мощные волоконные лазеры /длина волны 1,07 мкм/ (см. глава 5, монографии), с помощью которого можно формировать изделия из сплавов металлов или керамики.

## Применение
В качестве порошка для изготовления изделий СЛС могут использоваться как однокомпонентные материалы, так и порошковые полимерные смеси. По сравнению с другими методами аддитивного производства, СЛС можно изготавливать детали из относительно широкого диапазона коммерчески доступных порошкообразных материалов. К ним относятся такие термопластичные полимеры, как поликарбонат (нейлон - чистый, или с наполнителями), акрилбутадиенстирол (АБС пластик), полиамид, полиэфирэфиркетон (ПЭЭК),полиуретан, полистирол, или смеси полимера с керамикой, графитом (графен), стружкой из сплавов железа, алюминия или титана. Керамо-полимерные и металло-полимерные композиты активно используются в различных приложениях . 
Первоначально данным способом создавались прототипы и модели на раннем этапе конструирования, мастер-формы для литья по выплавляемым моделям, однако сейчас метод широко используется в производстве функциональных изделий. Сфера применения 3D-печати методом СЛС обширна: авиастроение, точное машиностроение, космонавтика. В последнее время технология востребована в  имплантологии, для создания тканево-клеточных каркасов (scaffolds), а также предметов искусства и дизайна.